# Elizabeth Beisel
Elizabeth Lyon Beisel (Saunderstown, 18 de agosto de 1992) es una nadadora y periodista estadounidense que se especializa en estilo espalda y combinado individual. Ha ganado un total de cinco medallas en competencias internacionales más importantes, tres de oro, una de plata y una de bronce que abarca los Juegos Olímpicos, Mundial de Natación, y el campeonato Pan Pacífico. Beisel compitió en los 200 metros espalda y 400 metros de combinado individual en los Juegos Olímpicos de 2008, quedando en quinto y cuarto, respectivamente, en el mundo. Ella es un miembro del equipo olímpico de Estados Unidos de 2012, donde ganó la medalla de plata en los 400 metros de combinado individual y competirá en los 200 metros espalda en los Juegos Olímpicos de Londres 2012. Está graduada en Periodismo por la Universidad de Florida y trabaja como colaboradora en NBC y ESPN.

## Primeros años
Beisel nació en Saunderstown, Rhode Island en 1992, es hija de Ted y Beisel Joan. Se graduó de la North Kingstown High School en North Kingstown, Rhode Island en 2010. Su madre era una nadadora universitaria de la Universidad de Rhode Island. Beisel ha sido miembro del Equipo de Natación Nacional de EE. UU. desde que tenía 13 años de edad.

## Juegos Olímpicos 2012
En los entrenamientos Olímpicos de los EE. UU. de 2012, Beisel clasificó para los Juegos Olímpicos de Londres, en el primer lugar de los 400 metros de combinado individual femenino. En la final, Beisel registró un mejor tiempo personal de 4:31.74, colocando en segundo lugar y acabando con más de dos segundos de ventaja sobre su compañera de equipo Caitlin Leverenz. Ella también clasificó en los 200 metros espalda, colocándose en segundo lugar, detrás de Missy Franklin, con un tiempo de 2:07.58. En su tercer evento, los 400 metros estilo libre, Beisel se ubicó quinta en un tiempo de 4:07.29. En los Juegos Olímpicos, Beisel registró un tiempo de 4:31.68 en las preliminares del combinado individual de 400 metros. Ella recibió una medalla de plata terminando segunda, detrás de la china Ye Shiwen con un tiempo de 4:31.27 a 4:28.46.